# Setodes dhanavriddha
Setodes dhanavriddha är en nattsländeart som beskrevs av Schmid 1987. Setodes dhanavriddha ingår i släktet Setodes och familjen långhornssländor. Inga underarter finns listade i Catalogue of Life.